# Estación de Saint-Denis - Université
La estación de Saint-Denis - Université es una estación del metro de París situada en la comuna de Saint-Denis al norte de la capital. Es uno de los terminales de la línea 13 y terminal del ramal de Saint-Denis, uno de los dos ramales en los que se divide la parte norte de la línea.

## Historia
La estación fue inaugurada el 25 de mayo de 1998 cerrando la prolongación de la línea 13 hasta Saint-Denis. Debe su nombre a la universidad Paris-VIII a la que da acceso. 

## Descripción
La estación, que se compone de dos andenes laterales y de dos vías, llama la atención por su diseño exterior, algo poco frecuente, dado el carácter subterráneo del metro parisino. Así, varios pilares de piedra sostienen una llamativa estructura de madera y metal que cubre la zona que permite el acceso de los viajeros a la instalación. 